# William Nelson
William L. Nelson fue un deportista estadounidense que compitió en lucha libre. Participó en los Juegos Olímpicos de San Luis 1904, obteniendo una medalla de bronce en la categoría de 52,2 kg.

## Palmarés internacional
| Juegos Olímpicos | Juegos Olímpicos          | Juegos Olímpicos  | Juegos Olímpicos |
| Año              | Lugar                     | Medalla           | Categoría        |
| ---------------- | ------------------------- | ----------------- | ---------------- |
| 1904             | San Luis (Estados Unidos) | Medalla de bronce | 52,2 kg          |